# Ludwig Sternat
Ludwig Sternat (* 15. August 1884 in Villach; † 19. März 1958 in St. Veit an der Glan) war ein österreichischer Kaufmann und Politiker (ÖVP).

## Leben
Sternat war der Sohn des Schuhmachers Stefan Sternat (* 25. Dezember 1857; † 22. Juli 1912) und dessen Ehefrau Anna geb. Oberlercher (* 7. Februar 1860; † 1. Juni 1912).
Sternat besuchte die Volksschule in Villach und danach die kaufmännische Fortbildungsschule. Nach einer kaufmännischen Lehre von 1898 bis 1902 in Villach wurde er Commis, dann Geschäftsleiter in einer Villacher Eisenhandlung. Im Ersten Weltkrieg leistete er Kriegsdienst und war dann ab Dezember 1919 selbständiger Kaufmann in St. Veit. Er war Delegierter des Landesfachverbandes der Gewerbekammer und Vorstandsmitglied der Kärntner Kaufmannschaft.
Er war römisch-katholisch und heiratete am 25. August 1909 Augusta Schreiber (* 31. Juli 1887; † 18. Februar 1964). Aus der Ehe gingen vier Söhne und drei Töchter hervor.

## Politik
Politisch war er als Mitglied des St. Veiter Gemeinderates tätig. Im Ständestaat war er vom 19. November 1934 bis zum 11. März 1938 als Vertreter von Handel und Verkehr Mitglied im Ständischen Kärntner Landtag. Im Landtag war er Mitglied des Wirtschaftsausschusses. 1945 wurde er Mitglied der ÖVP und für diese in den Kärntener Landtag gewählt, dem er vom 10. Dezember 1945 bis zum 6. November 1949 angehörte.